# Seed (série télévisée)
Pour les articles homonymes, voir Seed.
Seed est une série télévisée canadienne créée par Joseph Raso en 26 épisodes de 23 minutes diffusée entre le 4 février 2013 et le 5 juin 2014 sur Citytv. Aux États-Unis, seulement deux épisodes ont été diffusés les 14 et 21 juillet 2014 sur The CW.
Cette série est inédite dans tous les pays francophones.

## Distribution
- Adam Korson (en) : Harry Dacosta
- Carrie-Lynn Neales (en) : Rose Maybely
- Amanda Brugel : Michelle Krasnoff, mère de Billy
- Stephanie Anne Mills (en) : Zoey Jones, mère de Billy
- Laura de Carteret (en) : Dr Janet Colborne, mère d'Anastasia
- Matt Baram : Jonathan Colborne, père non-biologique d'Anastasia
- Vanessa Matsui : Irene, propriétaire du bar où Harry travaille
- Abby Ross (en) : Anastasia Colborne, 15 ans, fille biologique d'Harry
- William Ainscough : Billy Jones-Krasnoff, 9 ans, fils biologique d'Harry

### Invités
- Nicole Oliver (en) : vice-principale Mrs Anderson
- Tom Green : Dr Stuart Meinertzhagen[5] (saison 1, épisode 8)
- Pat Kiely : Bruce (saison 2, 4 épisodes)
- Shannon Tweed : Wendy Maybely, mère de Rose (saison 2, épisode 7)
- Priscilla Faia : Sandra (saison 2, épisode 8)
- Kaitlyn Leeb : Laila (saison 2, épisode 11 à 13)
- Jonathan Torrens : docteur à la banque de sperme (saison 2, épisode 13)

## Fiche technique
- Créateur et producteur exécutif : Joseph Raso
- Scripteur du pilote et producteur exécutif : Mark Farrell[6]
- Supervision à la production : Paula J. Smith
- Producteur : Karen Wentzell

## Épisodes

### Première saison (2013)
1. Ill Conceived
2. Zygote Problems
3. The Rhythmic Gymnastic Method
4. The Ultrasound and the Fury
5. Birth of a Salesman
6. Corner Orifice
7. Fetal Attraction
8. Bromozomes
9. Rebel Without Lamaze
10. Womb Mates
11. The Sperm Whale
12. Always Use a Condo
13. At Your Cervix

### Deuxième saison (2014)
Le 4 juin 2013, la série a été renouvelée pour une deuxième saison diffusée depuis le 6 mars 2014.
1. The Second Coming
2. Consenting Adults
3. To Breed or Not to Breed
4. Safe Sects
5. Getting Tail
6. Mall My Children
7. Mother Sucker
8. The Bjorn Identity
9. Et Tattoo, Bruté?
10. Drool Me Once
11. Baby Doctor Strangelove
12. Premature Driver's Education
13. Thanks for Coming

## Accueil
Au Canada, le pilote a attiré que 344 000 téléspectateurs lors de sa première diffusion alors que la série précédente How I Met Your Mother et la suivante 2 Broke Girls ont attiré plus que le double.
Aux États-Unis, le pilote n'a attiré que 550 000 téléspectateurs et le deuxième épisode, 440 000 téléspectateurs. La série a été arrêtée immédiatement.
Le 21 août 2014, Citytv met fin à la série.

## Commentaires
En janvier 2013, le réseau NBC a commandé le pilote d'une nouvelle sitcom Donor Party sur un thème similaire. Le projet a été mis sur les tablettes en mars 2013 après avoir rencontré des difficultés lors du casting du rôle principal.